# Harrogate (Tennessee)
Harrogate – miasto w Stanach Zjednoczonych, w stanie Tennessee, w hrabstwie Claiborne.

## Miasta partnerskie
- Harrogate, Wielka Brytania